# Rumour Has It (canción de Donna Summer)
«Rumour Has It» (en español: «Corre el rumor») es el cuarto y último sencillo del álbum Once Upon a Time de la cantante Donna Summer. Tuvo una buena acogida en Europa, entrando al Top 40 en el Reino Unido, los Países Bajos y Alemania.
Onc Upon a Time es un álbum conceptual que narra un «cuento de hadas», la historia de una chica que parte en la pobreza y llega a las riquezas. «Rumour Has It» se encuentra hacia el final del álbum, cuando la protagonista se entera de que alguien está buscando «una chica como ella» y confía en que el hombre en cuestión es alguien a quien le ha gustado desde hace algún tiempo. Uno de los versos en la versión original fue eliminado para la edición en 7" del sencillo.

## Sencillos
- 7" sencillo (1978) Casablanca/Bellaphon BF 18580[1]

1. «Rumour Has It» - 3:50
2. «Once Upon a Time» - 3:58

- 12" sencillo (1978) Casablanca NBD 20112 DJ[2]

1. «Rumour Has It» - 3:50
2. «I Love You» - 3:17

- 7" sencillo (1978) Casablanca NB 916[3]

1. «Rumour Has It» - 3:50
2. «Once Upon a Time» - 3:58

- 7" sencillo (1978) Philips 6075 035[4]

1. «Rumour Has It» - 4:25
2. «Say Something Nice» - 4:44

- 7" sencillo (1978) Casablanca CAN 122[4]

1. «Rumour Has It»
2. «Once Upon a Time»

- 7" sencillo (1978) Casablanca NB 916 DJ[5]

1. «Rumour Has It» (Stereo) - 3:50
2. «Rumour Has It» (Mono) - 3:50

- 7" sencillo (1978) Casablanca CA 509[6]

1. «Rumour Has It»
2. «A Man Like You»

## Posicionamiento en listas
| Lista (1978)                                | Máxima posición |
| ------------------------------------------- | --------------- |
| Alemania (Offizielle Deutsche Charts)       | 21              |
| Canadá (RPM Top Singles)                    | 64              |
| Estados Unidos (Billboard Hot 100)          | 53              |
| Estados Unidos (Billboard Hot Soul Singles) | 21              |
| Países Bajos (Dutch Top 40)                 | 22              |
| Países Bajos (Mega Single Top 100)          | 20              |
| Reino Unido UK Singles Chart                | 19              |

## Sucesión
| Predecesor: «Dance, Dance, Dance (Yowsah, Yowsah, Yowsah)» /«Everybody Dance» /«You Can Get By» de Chic | Billboard Hot Dance Club Play - Sencillo número uno (con Once Upon a Time) 17 de diciembre de 1977 - 14 de enero de 1978 | Sucesor: «Supernature» /«Give Me Love» /«Love Is Here» de Cerrone |